# جاك تومسون (لاعب كرة قدم أمريكية)
جاك تومسون (بالإنجليزية: Jack Thompson)‏ هو لاعب كرة قدم أمريكية أمريكي، ولد في 18 مايو 1956 في توتويلا في الولايات المتحدة.

## وصلات خارجية
- جاك تومسون على موقع مرجع كرة القدم المحترفة.كوم (الإنجليزية)